# Schönberg (Szászország)
Schönberg település Németországban, azon belül Szászország tartományban. Lakosainak száma 852 fő (2023. december 31.).

## Népesség
A település népességének változása:
| Lakosok száma | 916  | 903  | 870  | 870  | 852  |
|               | 2017 | 2019 | 2021 | 2022 | 2023 |